# ATP感受性カリウムチャネル
ATP感受性カリウムチャネル（ATPかんじゅせいカリウムチャネル、英: ATP-sensitive potassium channel）またはKATPチャネルは、細胞内のヌクレオチド、ATPとADPによって開口が制御されるカリウムチャネルのタイプである。ATP感受性カリウムチャネルはKir6.x型サブユニットとスルホニルウレア受容体サブユニット、そして他の付加的な構成要素から構成される。KATPチャネルは主に細胞膜に存在するが、一部は細胞の他の区画の膜にも存在する。筋鞘に存在するものはsarcKATP、ミトコンドリアの膜に存在するものはmitoKATP、核膜に存在するものはnucKATPと分類される場合もある。

## 発見と構造
KATPチャネルは野間昭典のグループによって心筋細胞で最初に同定された。彼らはインスリンの分泌を制御する膵臓でもこのチャネルを発見したが、実際に細胞膜に広く分布している。sarcKATPは8つのタンパク質サブユニットからなる八量体である。これらのうちの4つは内向き整流カリウムチャネルファミリーKir6.x（Kir6.1またはKir6.2のいずれか）であり、他の4つはスルホニルウレア受容体（SUR1、SUR2A、SUR2B）である。Kirサブユニットには2つの膜貫通領域が存在し、チャネルのポアを形成している。SURサブユニットにはさらに3つの膜貫通ドメインが存在し、細胞質側に2つのヌクレオチド結合ドメインを持つ。これらはヌクレオチドを介したカリウムチャネルの調節を可能にし、代謝状態のセンサーとしての役割に重要である。これらのSURサブユニットはスルホニルウレア、MgATP（ATPのマグネシウム塩）や他のいくつかのチャネル開口薬に対する感受性がある。すべてのsarcKATPはこの4:4の比の8つのサブユニットから構成されているが、それらの正確な組み合わせは組織によって異なる。
mitoKATPは、ミトコンドリア内膜の単一チャネル測定によって1991年に初めて同定された。mitoKATPの分子構造はsarcKATPほど理解は進んでいない。一部の報告では、心臓のmitoKATPはKir6.1とKir6.2サブユニットから構成されるが、SUR1やSUR2を含まないことが指摘されている。より近年では、コハク酸デヒドロゲナーゼを含む多タンパク質複合体がKATPチャネルに類似した活性を示すことが発見されている。
nucKATPの存在は、単離された核膜断片が細胞膜のKATPチャネルと同様の速度論的・薬理学的性質を持つことから確認された。

## 細胞代謝のセンサー

### 遺伝子発現の調節
KATP遺伝子ファミリーのメンバーとして、4つの遺伝子が同定されている。ABCC8（SUR1）とKCNJ11（Kir6.2）遺伝子は11番染色体p15.1に位置し、ABCC9（SUR2A、B）とKCNJ8（Kir6.1）遺伝子は12番染色体p12.1に位置する。SUR2AとSUR2Bは選択的スプライシングによる産物である。
これらの遺伝子の転写の変化、すなわちKATPチャネルの産生の変化は、代謝環境の変化と直接関係している。例えば、グルコース濃度が高い時にはKCNJ11のmRNAレベルの大幅な低下が誘導され、グルコース濃度が低い時にはその逆となる。同じように、ラットの左心室の心筋では60分の虚血後24時間から72時の再灌流によってKir6.2の遺伝子の転写が増大する。
低酸素や虚血に対する細胞のKATPの応答に関しては次のような機構が提唱されている。細胞内の酸素レベルの低下は、ミトコンドリアのTCA回路を減速させることで代謝速度を低下させる。効率的に電子伝達を行うことができないため、細胞内のNAD+/NADH比は低下し、PI3キナーゼや細胞外シグナル調節キナーゼが活性化される。その結果、c-Junの転写がアップレギュレーションされ、SUR2の遺伝子のプロモーターに結合するタンパク質が合成される。
細胞の酸化ストレスとKATPの産生の増加との関係が持つ重要な意味の1つは、全体的なカリウム輸送機能がこれらのチャネルの膜濃度と正比例するという点である。糖尿病の場合、KATPチャネルが正常に機能しないため、細胞は不利な酸化的条件に適応できず、軽度の心筋虚血や低酸素に対して顕著に感受性となる。

### 代謝の調節
特定の化合物のKATPチャネルの開口の調節への寄与の度合いは、組織の種類、より具体的には組織の主要な代謝基質が何であるかによって異なる。
膵臓のβ細胞では、ATPが主要な代謝基質であるため、ATP/ADP比がKATPチャネルの活性を決定する。静止状態では膵臓β細胞の弱い内向き整流性KATPチャネルは自発的に活性化され、カリウムイオンが細胞外へ流出することで負の静止膜電位（K+の逆転電位よりやや正の電位）が維持される。グルコース代謝が高い、すなわちATPの相対的レベルが上昇している場合、KATPチャネルは閉じ、膜は脱分極して電位依存性カルシウムチャネルが活性化され、カルシウム依存的なインスリン放出が促進される。近接するKATPチャネル分子はC末端領域を介して多量体化しているため、ある状態から他の状態への変化は迅速かつ同調的に行われる。
一方、心筋細胞ではエネルギーの大部分は長鎖脂肪酸とそのアシルCoAに由来する。心筋虚血は脂肪酸の酸化を減速するため、アシルCoAの蓄積を引き起こし、KATPチャネルの開口を誘導するが、遊離脂肪酸は閉じたコンフォメーションを安定化する。この変化は、ATP感受性を喪失したカリウムチャネルを持つトランスジェニックマウスの研究から明らかになった。膵臓ではこれらのチャネルは常に開いていたが、心筋細胞では閉じたままであった。

### ミトコンドリアのKATPと好気的代謝の調節
細胞のエネルギー危機に伴って、ミトコンドリアの機能は低下する傾向がある。これは、ミトコンドリア内膜の膜電位の変化、膜を越えたイオン輸送バランスの異常、フリーラジカルの過剰産生などのためである。こうした状況下では、mitoKATPチャネルの開閉によって内部のCa2+濃度と膜の膨張の程度が調節される。この過程は適切な膜電位の回復を補助し、さらなるH+の流出を可能にしてミトコンドリアでのATP合成に必要なプロトン勾配の形成が継続される。カリウムチャネルによる補助がない場合、高エネルギーリン酸の消費は不利な電気化学的勾配でのATP産生速度を上回ってしまう。
核膜と筋鞘のKATPチャネルも代謝トスレスに対する耐久性とそこからの回復に寄与している。エネルギーの節約のためにsarcKATPは開いて活動電位の持続時間を短くし、nucKATPを介した核内のCa2+濃度の変化は保護タンパク質の遺伝子の発現を促進する。

## 心血管のKATPと虚血性障害からの保護
心筋虚血は、必ずしも直ちに致死的となるわけではないが、しばしば壊死による遅発性の心筋細胞死を引き起こし、心筋に永続的な損傷を与える。1986年にKeith Reimerによって初めて記載された方法では、大きな虚血傷害を起こす前に、患部組織を短時間（3–5分）の非致死的な虚血状態に置くことでこうした障害を軽減することができる。この方法は虚血プレコンディショニング（IPC）として知られており、その効果は少なくとも部分的にはKATPチャネルの刺激によるものである。
IPCが最大の効果を発揮するためには、sarcKATPとmitoKATPの双方が必要である。5-ヒドロキシデカン酸（5-hydroxydecanoic acid、5-HD）またはMCC-134によるmitoKATP選択的な遮断によってIPCによる心保護作用は完全に阻害され、またsarcKATPの遺伝子をノックアウトしたマウスでは、野生型マウスと比べて基底レベルの障害が上昇することが示されている。この基底レベルの保護は、sarcKATPが筋収縮時に細胞内へのCa2+の過剰な取り込みの防止や力の発生の抑制によって、希少なエネルギー資源を節約することによるものであると考えられている。
sarcKATPが欠損すると、IPCの効果が低下するだけでなく、筋細胞のCa2+を適切に分配する能力が大きく低下し、交感神経シグナルに対する感受性が低下して、不整脈や突然死の素因となる。また、sarcKATPは血管の平滑筋の緊張を調節しており、Kir6.2やSUR2の遺伝子の欠失は冠動脈の血管攣縮を引き起こし、死をもたらす。
心拍の調節におけるsarcKATPの役割の研究によって、このチャネルの変異体、特にSUR2サブユニットの変異体が、特に虚血/再灌流後の拡張型心筋症の原因となることが発見されている。KATPチャネルの開口が完全に催不整脈作用を持つのか抗不整脈作用を持つのかに関しては、いまだ明らかではない。カリウムの伝導性の増加は虚血障害時の膜電位を安定させ、梗塞の範囲や異所性ペースメーカー活性を減少させると考えられる。一方で、カリウムチャネルの開口は活動電位の再分極を促進し、不整脈の再開を誘発する可能性もある。

## 関連文献
- Girard, CA; Shimomura, K; Proks, P; Absalom, N; Castano, L; Perez De Nanclares, G; Ashcroft, FM (2006). “Functional analysis of six Kir6.2 (KCNJ11) mutations causing neonatal diabetes.”. Pflügers Arch 453 (3):  323–32. doi:10.1007/s00424-006-0112-3. PMID 17021801.